# Sembadel
Sembadel ist eine französische Gemeinde mit 240 Einwohnern (Stand: 1. Januar 2022) im Département Haute-Loire in der Region Auvergne-Rhône-Alpes (vor 2016 Auvergne). Sie gehört zum Arrondissement Brioude sowie zum Kanton Plateau du Haut-Velay granitique. Die Einwohner werden Sembadelois genannt.

## Geographie
Sembadel liegt etwa 36 Kilometer nordnordwestlich von Le Puy-en-Velay in der Naturlandschaft Emblavès (auch Emblavez geschrieben).

### Nachbargemeinden
Die Nachbargemeinden von Sembadel sind La Chaise-Dieu im Norden, Bonneval im Nordosten, Félines im Osten, Monlet im Süden und Südosten, Saint-Pal-de-Senouire im Westen und Südwesten sowie Connangles im Westen und Nordwesten.

## Bevölkerungsentwicklung
| Jahr                       | 1962 | 1968 | 1975 | 1982 | 1990 | 1999 | 2006 | 2011 | 2017 |
| Einwohner                  | 524  | 422  | 328  | 263  | 238  | 250  | 250  | 244  | 229  |
| Quellen: Cassini und INSEE |      |      |      |      |      |      |      |      |      |

## Sehenswürdigkeiten

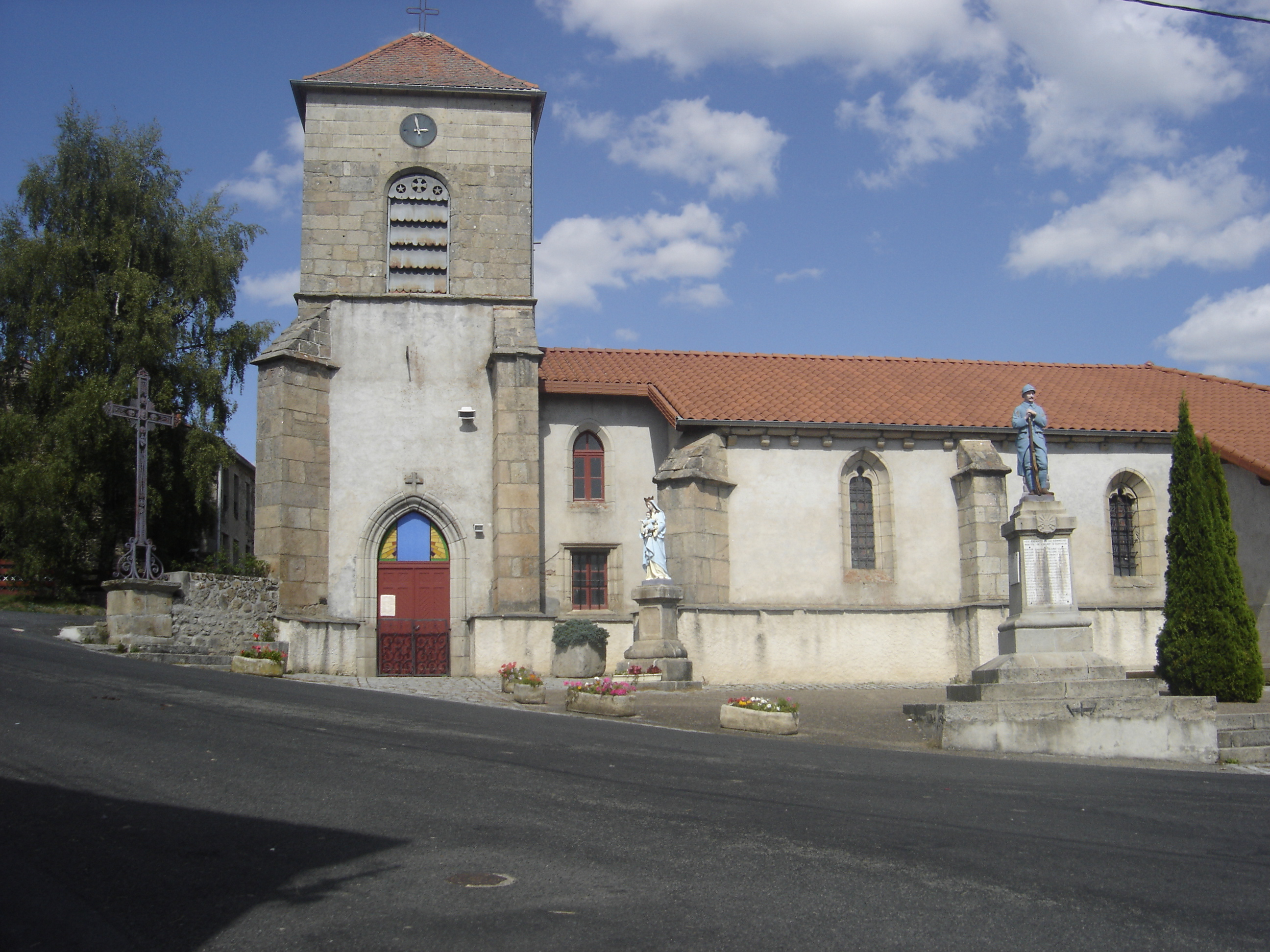
Kirche Saint-Roch

- Kirche Saint-Roch
- Kapelle Notre-Dame-de-la-Forêt
- Rotunde am Bahnhof Sembadel

## Persönlichkeiten
- Yves Ramousse (1928–2021), römisch-katholischer Ordensgeistlicher, Apostolischer Vikar von Phnom-Penh